# New York, New York (1977.)
New York, New York je mjuzikl  Martina Scorsesea iz 1977. s  Robertom De Nirom i  Lizom Minnelli u ulogama dvoje glazbenika i ljubavnika. Film je svojevrsna Scorseseova glazbena posveta svom rodnom gradu, New Yorku. Minelli je pjevačica, a De Niro saksofonist.

## Sadržaj
Ljubavna i profesionalna priča saksofonista Jimmyja Doylea i pjevačice Francine Evans oblikuje se prepletanjem njihovih scenskih nastupa i privatnog života.

## Stil
Snimljen nakon Scorseseova uspjeha s Taksistom, film je bio financijski fijasko. Budžet filma premašivao je 14 milijuna dolara, što je bio veliki iznos u to vrijeme, a zaradio je samo 13 milijuna, što je Scorsesea gurnulo u depresiju i ovisnost o drogama. U dodatku, objavljenom na DVD izdanju 2005., Scorsese objašnjava kako je htio da film bude odmak od surovog realizma, s po kojem je postao poznat, i postane homage mjuziklima klasičnog Hollywooda. Zbog toga je dizajnirao raskošne, ali umjetne setove, što se mnogima nije svidjelo.

## Kritike
Naglašeno samosvjesna reinterpretacija naglašeno samosvjesnog filmskog oblika kakav je tzv. big band musical, film kao svoj središnji interes i na fabularnoj i na oblikovnoj razini uspostavlja upravo kreativno preoblikovanje, tvoreći nizom autoreferencijalnih postupaka složen sklop intertekstualnih odnosa, citirajući brojna klasična, ali i manje poznata ostvarenja – fabulom Priču o Glennu Milleru (A. Mann, 1954.) i Zvijezda je rođena (G. Cukor, 1954.), oblikovanjem sekvenci u noćnom klubu Prijatelja Joeyja (G. Sidney, 1957.), scenografijom Čovjeka kojeg volim (R. Walsh, 1946) i Moj san je tvoj (M. Curtiz, 1949.), koreografijom Pjevajmo na kiši i Damu u tami (M. Leisen, 1944.) – pri čemu je ključan dijaloški odnos s poetikom Vincentea Minnellija. Dominantan postupak povezivanja glazbe, scenografije, plesa, montažnih rješenja i pokreta kamere u ritmički raznovrsnu a fluidnu cjelinu raskadriravanjem prema glazb. strukturi, uz izostavljanje orijentacijskoga kadra, prema Scorseseu je razrađivanje primjera iz Minnellijevih filmova. Preuzimajući kodove izražavanja emotivnih stanja kolorom i glazbom, film preoblikovanje vizualnih i narativnih konvencija ostvaruje udvajanjem protagonista i fabule, usložnjavanjem međusobnih odnosa pripovjednih razina te supostavljanjem naglašeno idealizirane, stilizirane i citatne mizanscenske i glazb. pozadine psihol. realizmu predočavanja okvirnog zapleta. Radnja, izvedba i nastanak naslovne pjesme, koju je napisao Jimmy, a s velikim uspjehom izvodi Francine, oprimjeruje složene komplementarne i kontradiktorne odnose kako između dvoje likova i njihovih suprotstavljenih glazbenih preferencija i izvođačkih modusa improvizacije i reprodukcije, tako i između življene stvarnosti i izvedbene fikcije. Premda su njihovi uspjesi prikazani identičnom montažnom tehnikom, bivši ljubavnici, kao i njihovi svjetovi studija i noćnoga kluba, popa i jazza, ostaju trajno razdvojeni: jedinstvenost stvaralačkog spajanja nespojivog je neponovljiva i neprestano traži nove načine uobličavanja; ponavljanje nužno uključuje razliku, bilo kao banalizaciju, bilo kao revitalizaciju.

## Reizdanja
Kad je film premijerno prikazan, trajao je 153 minute. Neuspjeh u kinima prislio je studio United Artists da skrati film na 136 minuta. Ponovno je izdan 1981. s nekim izbrisanim scenama, uključujući glazbeni broj "Happy Endings", koji se nije pojavio u originalnoj verziji. Ukupno trajanje verzije objavljene na DVD-u je 163 minute.
Pjesma-tema filma, "New York, New York", postala je slavna kad ju je 1979. obradio slavni Frank Sinatra. Često se uspoređuje sa samim gradom New Yorkom. 

## Vanjske poveznice
- New York, New York u internetskoj bazi filmova IMDb-a